# Oscinimorpha strobli
Oscinimorpha strobli is een vliegensoort uit de familie van de halmvliegen (Chloropidae). De wetenschappelijke naam van de soort is voor het eerst geldig gepubliceerd in 1909 door Czerny in Czerny & Strobl.